# (8853) Gerdlehmann
(8853) Gerdlehmann – planetoida z pasa głównego asteroid okrążająca Słońce w ciągu 3,43 lat w średniej odległości 2,27 au. Odkrył ją Freimut Börngen 9 kwietnia 1991 roku w Obserwatorium Karla Schwarzschilda w Tautenburgu. Nazwa planetoidy pochodzi od Gerharda Lehmanna (ur. 1960) – niemieckiego astronoma amatora.